# Richard Ringmar (bankman)
Richard Torulf Ringmar, född den 27 juli 1929 i Torshälla, död den 8 februari 2003 i Uppsala, var en svensk bankman, sångare och författare. Han var son till prosten Richard Ringmar och bror till Torgil Ringmar. 
Ringmar började sin bana som lärare, blev sedermera bankdirektör i Upsala Sparbank och disputerade efter sin pensionering i ekonomisk historia vid Uppsala universitet. Som sångare var Ringmar aktiv inom Orphei Drängar och solist i många sammanhang. Han spelade huvudrollen i Juvenalordens spex Gustaf III och framträdde ofta som Magistern i Gunnar Wennerbergs Gluntarne tillsammans med Carl-Olof Jacobson och Håkan Sund. Ringmar installerades 1984 som hedersledamot vid Södermanlands-Nerikes nation. Han är begravd på Uppsala gamla kyrkogård.

## Diskografi
- Gluntarne, 1996 [5]
- Capricer med OD, Vol. 2 (1970–1975) [6]